# Bitva o letiště Hostomel
Bitva o letiště Hostomel (24. února – 2. dubna 2022) byla jedním z prvních střetů mezi ruskou a ukrajinskou armádou během ruské invaze na Ukrajinu v roce 2022. Rusové se za pomoci výsadkových jednotek pokusili v úvodních hodinách invaze zajistit strategicky významné letiště Hostomel, pouhých několik kilometrů severozápadně od předměstí Kyjeva, odkud by bylo možné vést bleskový útok na ukrajinské hlavní město. Přestože letiště bylo ruskými vojsky druhý den bitvy obsazeno, poškození přistávací plochy a přísun ukrajinských posil výrazně zbrzdily ofenzivu na Kyjev, což byl jeden ze zásadních důvodů následného neúspěchu. Po rozsáhlém ukrajinském protiútoku na konci března se Rusové z oblasti začali stahovat a 2. dubna 2022 letiště získala pod kontrolu ukrajinská armáda.

## Pozadí
Již na konci roku 2021 se začala objevovat varování před rozsáhlým ruským útokem na mnoha frontách a předpokládaném rozmístění zhruba 175 000 tisíc ruských vojáků poblíž ukrajinských hranic. Západní zpravodajské služby se bezprecedentním zveřejněním utajovaných informací o plánech na invazi pokusily ruského prezidenta Vladimira Putina od útoku odradit. Ačkoli k rozsáhlému ruskému útoku nakonec došlo, vzhledem k tomu, že hrozba válečného konfliktu se s předstihem dostala do veřejného prostoru, snížila výhodu momentu překvapení pro útočníky. Kromě toho měli být Ukrajinci nejpozději v lednu 2022 před útokem na letiště varováni americkou CIA.
V ruských plánech na obsazení letiště a následného bleskového útoku na Kyjev, především jeho vládní čtvrť, zřejmě hrálo významnou roli několik faktorů - 3 500 metrů dlouhá ranvej, umožňující přistání i největších transportních letounů, poloha v ose plánovaného postupu ruských mechanizovaných jednotek a slabá ochrana letiště. Vliv mělo také podcenění ochoty a schopnosti Ukrajinců vést organizovaný odpor. Dle specialisty na postsovětský prostor Kamila Galeeva dokonce Rusové ani akci neplánovali jako vojenskou, nýbrž převážně policejní po vzoru operace Dunaj (invaze vojsk Varšavské smlouvy do Československa v roce 1968), která měla rychlým obsazením klíčových institucí účinně paralyzovat ukrajinskou obranu. Po čerstvých zkušenostech s kolapsem afghánské armády během stahování vojsk zemí NATO ze země v létě 2021 přitom i západní rozvědky po začátku invaze předpokládaly pád Kyjeva do dvou dnů.
Navzdory varování ze strany spojenců nebyla ukrajinská obrana stoprocentně připravena. Pro podstatnou část ukrajinských politických elit nebyla plnohodnotná invaze pravědpodobná a varování byla i kvůli zanedbanosti ruských sil poblíž hranic bagatelizována jako snaha vyvolat pocit ohrožení. Větší část bojeschopné posádky letiště tak byla o několik týdnů dříve vyslána na východ země, kde se invaze jevila jako nejpravděpodobnější, a zůstalo pouze zhruba 200-300 mužů, z nichž někteří byli vojáky základní služby bez bojových zkušeností.

## Bitva

### 24. únor
Samotnému výsadku předcházely kolem 6. nebo 7. hodiny ranní 24. února 2022 údery řízenými střelami Kalibr, které měly za cíl zničit zejména protivzdušnou obranu letiště a zázemí obránců. Dle ukrajinského generála Syrského se Rusům podařilo i díky údajnému vyzrazení pozic ze strany syna zaměstnance letiště, naverbovaného ruskými zpravodajskými službami, obranu zčásti vyřadit.
Později dopoledne okolo 11. hodiny se ruští výsadkáři (zřejmě z 31. samostatné gardové výsadkové brigády nebo 11. samostatné gardové úderné výsadkové brigády) až s 34 vrtulníky pokusili letiště obsadit. Formace se skládala z vrtulníků Mi-8, které nesly potenciálně až několik set ruských výsadkářů doprovázených bitevními vrtulníky Mi-24, Mi-35 a Ka-52. Rusové kvůli maximálnímu utajení zřejmě zvolili nízký let přes vylidněnou uzavřenou zónu černobylské jaderné elektrárny a následně nad hladinou řeky Dněpr, kde se ruské vrtulníky poprvé u Vyšhorodu ocitly pod palbou Ukrajinců, kteří použili ruční zbraně a MANPADS. Sestřeleny byly dva stroje Mi-24/Mi-35. Dle Ukrajinců měl být nad Dněprem sestřelen i vrtulník Ka-52, zřejmě se však jednalo o trosky ukrajinského stíhacího letounu MiG-29. Časem se ale objevily ruské nekrology pilotů sestřelených strojů. Mezi nimi i navigátora, staršího poručíka Alexandra Podšivalova, ve kterém se uvádí, že již v Sýrii létal ve vrtulníku Ka-52 a pamětní murál v Čeljabinsku s jeho portrétem obsahuje také kresbu Ka-52. Přímo nad letištěm během dne bylo sestřeleno několik dalších ruských vrtulníků.
Rusové na vytipovaných místech přímo na letišti a v jeho okolí vysadili první výsadkáře, kteří začali obsazovat letiště. Ve dvou vlnách bylo dopraveno do bojové zóny zhruba 300 ruských výsadkářů. Ukrajinští obránci ze 4. brigády rychlé reakce Národní gardy, kterým v době útoku chyběla těžká technika, však začali klást odpor, který měl Rusy minimálně zdržet před příchodem posil. Na pomoc jim okamžitě kromě dalších jednotek Národní gardy a části 72. samostatné gardové mechanizované brigády, bylo vysláno 48 ukrajinských výsadkářů s minimálně třemi vrtulníky Mi-8, kteří měli poškodit přistávací dráhu, tu už však obránci na místě zablokovali dostupnými vozidly. Ukrajinští výsadkáři po přistání padli do ruské léčky, ale přesto dokázali vázat síly protivníka a poskytovat souřadnice pro údery ukrajinského dělostřelectva.
Vzhledem k palebné převaze Rusů a docházejícím zásobám munice se Ukrajinci začali stahovat, ovšem část obránců byla zajata. Letiště však následně začalo ostřelovat ukrajinské dělostřelectvo a minimálně dva letouny Su-24 s jedním MiG-29 ukrajinského letectva, které poškodily přistávací dráhu natolik, že nemohla být využita k přistávání ruských transportních letadel Iljušin Il-76. Ukrajinci proti ruským výsadkářům, kterým i kvůli zničené dráze chyběla těžká technika a adekvátní letecká podpora ruských vzdušných sil, zahájili zhruba po 17. hodině protiútok a donutili Rusy k ústupu do lesů u letiště. Ještě téhož večera se však Ukrajinci, kteří nedisponovali prostředky k zastavení blížících se ruských pozemních sil, stáhli.

### 25. únor
Dne 25. února 2022 dobyly letiště předsunuté ruské mechanizové jednotky postupující z Běloruska poté, co prolomily ukrajinskou obranu v bitvě u Ivankivu. Podle ruského ministerstva obrany k dobytí došlo po operaci, do níž bylo zapojeno přibližně 200 vrtulníků, přičemž během bojů bylo dle jejich tvrzení zabito 200 ukrajinských vojáků, zatímco ruská armáda neutrpěla žádné ztráty, což bylo vzhledem k tvrdým bojům zpochybněno.
Ukrajinské ministerstvo vnitra zpočátku popíralo, že by letiště bylo plně obsazeno ruskými silami, a tvrdilo, že „přecházelo z rukou do rukou“ a že bitva stále pokračuje. Ministerstvo rovněž zdůraznilo, že ruské tvrzení o masivních ukrajinských ztrátách je „absolutní lež“. Později během dne však Ukrajina potvrdila, že ruské síly mají letiště pod kontrolou.

## Další vývoj

### Ruská okupace
Navzdory ztrátě letiště pokračovaly ukrajinské síly v boji s ruskými jednotkami v Hostomelu, Buči a Irpini, kde dokázaly útočníky výrazně zpomalit a nakonec zastavit v postupu na Kyjev a zároveň jim působit značné ztráty. Očití svědci již v prvních dnech natáčeli videa, na nichž údajně v dálce hoří kolona ruských tanků a ukrajinské Mi-24 pálí rakety na ruské pozice. Dne 28. února se objevily satelitní snímky společnosti Maxar Technologies, které potvrdily existenci 60 km dlouhého konvoje ruských vojenských vozidel přesouvajících se z Běloruska směrem ke Kyjevu, který se však musel kvůli počasí pohybovat pouze po zpevněných cestách a stával se terčem pravidelných ukrajinských přepadů. Ruské síly se v oblasti snažily rozptýlit a obklíčit hlavní město, ovšem navzdory těžkým ztrátám nedokázaly proniknout přes obrannou linii na řece Irpiň; svou frustraci z neúspěšného postupu si pak vybíjely terorem na civilním obyvatelstvu v Buči a dalších frontových městech.

### Ukrajinský protiútok
Po týdnech tvrdých bojů Rusové na konci března ohlásili i vzhledem k ukrajinským protiútokům na frontě stahování svých sil z oblasti. Po rychlém ústupu Rusové na letišti Hostomel zanechali desítky kusů zničené i provozuschopné těžké techniky.

## Následky
Vzhledem ke krachu bleskové války a zabřednutí do pozičních bojů, které nevedly k plánovanému obsazení Kyjeva a kapitulaci Ukrajiny, byla bitva i přes obsazení letiště označována za ruské Pyrrhovo vítězství a zásadní moment celé války. Význam bitvy následně ještě podtrhl ruský ústup od Kyjeva na přelomu března a dubna 2022. Vývoj v bitvě o Kyjev navíc naznačil, že ruské velení podcenilo přípravu útoku a nemělo alternativní plán pro případ neúspěchu výsadku.
Bitva si vyžádala ztráty na obou stranách. Olevskij uvedl, že se domnívá, že ruské i ukrajinské oběti se mohou počítat na stovky. Ačkoli ruská strana ztráty v bitvě popírala, BBC na počátku dubna pouze z otevřených zdrojů identifikovala 39 padlých ruských vojáků z 31. samostatné gardové výsadkové brigády.

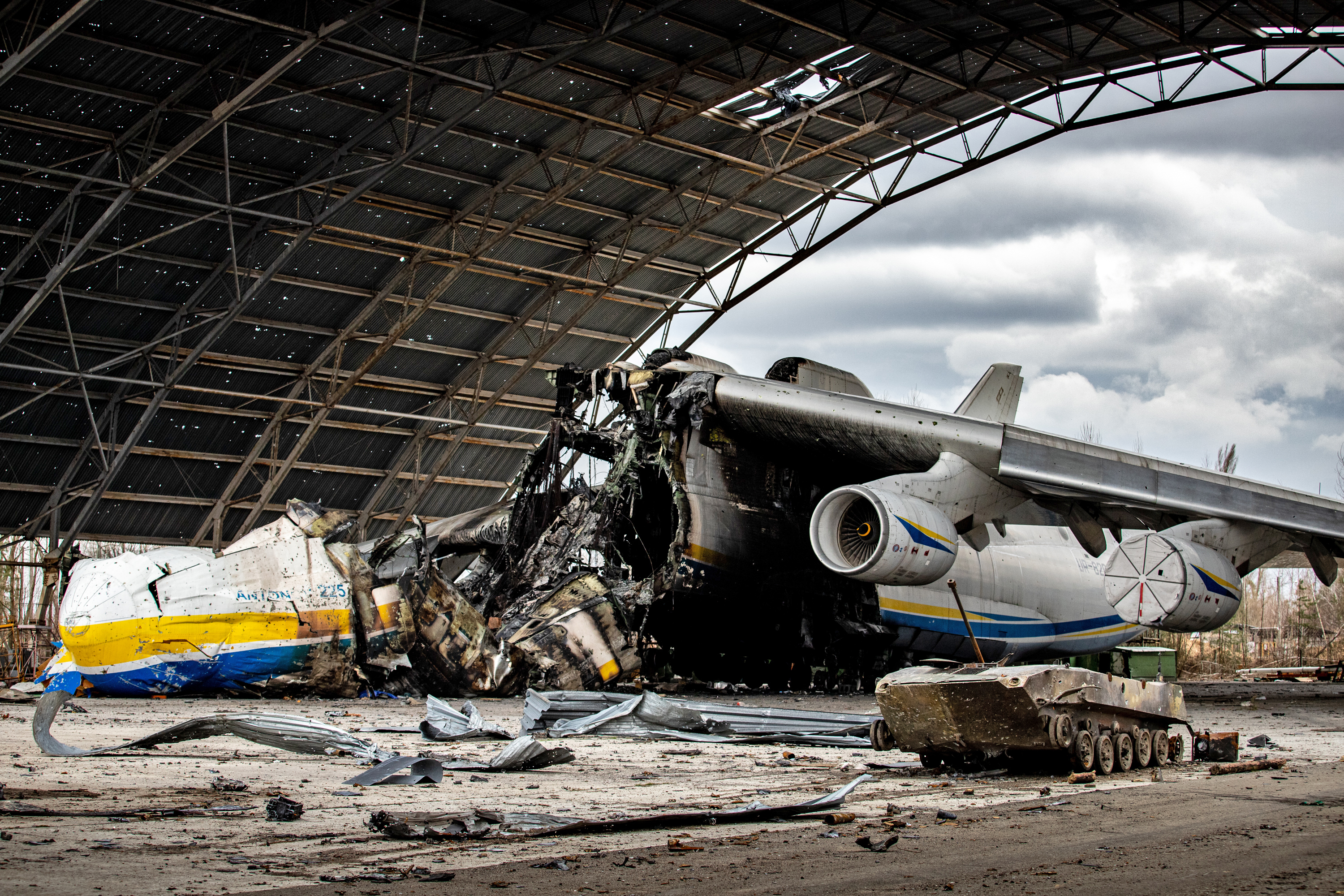
Antonov An-225 Mrija

Rusové během bitvy přímo v Hostomeli prokazatelně přišli minimálně o 6 vrtulníků, z čehož se jednalo minimálně o čtyři stroje Ka-52 a po jednom Mi-8 a Mi-28. O další dva vrtulníky přišli těsně po zahájení invaze při přeletu z Běloruska. Zároveň Rusové během bojů a následného ústupu ztratili další desítky kusů těžké techniky, z nichž část vozidel byla v provozuschopném stavu.
Ukrajinci během bitvy přišli mimo jiné o největší letoun na světě Antonov An-225 Mrija. Původně bylo pilotem Antonova potvrzeno, že je neporušené, a to navzdory bojům. Dne 26. února však ukrajinští představitelé oznámili, že Antonov byl zničen během ruského náletu. Z dostupných informací však nebylo možné vyloučit ani zničení ukrajinským dělostřelectvem, které prostor ostřelovalo, neboť Rusové v těsné blízkosti letounu zaparkovali větší množství techniky. Ukrajinská kontrarozvědka SBU na základě svého vyšetřování později obvinila ze zodpovědnosti na zničení bývalého generálního ředitele podniku Antonov Serhije Byčkova a dalšího člena vedení, kteří měli krátce před ruskou invazí znemožnit přístup ukrajinských ozbrojených sil na letiště, aby mohly připravit obranu. Ukrajinci dále přišli o 9 vozidel, z nichž většinu však zpětně ukořistili od Rusů.